# Saint-Bonnet-les-Oules
 Saint-Bonnet-les-Oules  es una población y comuna francesa, situada en la región de Ródano-Alpes, departamento de Loira, en el distrito de Montbrison y cantón de Saint-Galmier.

## Demografía
| 429 | 416 | 618 | 889 | 982 | 1257 |
| Para los censos de 1962 a 1999 la población legal corresponde a la población sin duplicidades (Fuente: INSEE [Consultar]) |     |     |     |     |      |